# Сынджорз-Бэй
Сынджорз-Бэй (рум. Sângeorz-Băi также рум. Sîngeorz-Băi; венг. Oláhszentgyörgy; нем. Sankt Georgen) — город-курорт на западе Румынии в Трансильвании, на реке Сомешул-Маре. Входит в административный округ  (жудец) Бистрица-Нэсэуд. Входил в состав княжества Трансильвания.